# A350 (vej)
 For alternative betydninger, se A350. (Se også artikler, som begynder med A350)
A350 er en nord-syd primærrute i Sydengland, der løber fra M4 motorvejen i Wiltshire til Poole i Dorset.

## Ruten
Vejen begynder ved afkørsel 17 på motorvej M4 nord for Chippenham. De første tre mil en er en motortrafikvej til den nordlige udkant af Chippenhams, hvor en delvis lysstyret rundkørsel splitter trafik mellem omkørselsvejen og vejen ind til byens centrum. I Chippenhams omkørselsvej er der seks flere rundkørsler, den sidste er ved Lackham College. På den måde krydser den A420 til Bristol og A4 for Bath mod vest og Calne mod øst.
Den går derefter forbi den lille landsby Lacock, inden den når Melksham fire kilometer senere. Vejen følger derefter Semingtons omkørselsvej, krydser A361 mellem Trowbridge og Devizes før den når til Devizes. Denne del af vejen har to lyskontrollerede kryds, der forbinder vejen til afgrænsede områder i Trowbridge, inden de når Yarnbrook-rundkørslen. Dette afsnit er cirka 8 km langt.